# Cyclopentan
Cyclopentan là một hydrocarbon mạch vòng (cycloankan) dễ bắt cháy với công thức hóa học C5H10 và số CAS 287-92-3, bao gồm một vòng phẳng chứa 5 nguyên tử cacbon và mỗi nguyên tử này liên kết với 2 nguyên tử hiđrô nằm phía trên và dưới mặt phẳng này. Ở điều kiện tiêu chuẩn nó có dạng một chất lỏng trong suốt, không màu với mùi tương tự như xăng. Điểm nóng chảy của nó là -94 °C và điểm sôi là 49 °C.
Cyclopentan được sử dụng để sản xuất các loại nhựa tổng hợp và keo dán cao su. Tại Hoa Kỳ mỗi năm người ta sản xuất trên 1 triệu pao (khoảng 454.000 kg) hóa chất này.